# Бук (гмина)
Бук (пол. Buk) — гмина (волость) в Польше, входит как административная единица в Познанском повете, Великопольское воеводство. Население — 11 828 человек (на 2004 год).
Административный центр — город Бук.

## Соседние гмины
1. Допево
2. Душники
3. Граново
4. Опаленица
5. Стеншев
6. Тарново-Подгурне